# Yannis Stefopoulos
Yannis Stefopoulos (grekiska: Γιάννης Στεφόπουλος) är en grekisk skådespelare som medverkat i flera grekiska tv-serier, långfilmer och kortfilmer.

## Roller (i urval)
- (2004) - Hardcore − (Marthas kund)
- (2001) - O Kalyteros Mou Filos − (roll i en gruppterapi)